# Спелеоним
Спелео́ним (от др.-греч. σπήλαιον — пещера, грот + ὄνομα — имя, название) — вид оронима. Собственное имя любого природного подземного образования: пещер (в том числе тектонических, эрозионных, ледовых, вулканических и карстовых пещер), гротов, пропастей, колодцев, лабиринтов, сифонов, подземных рек, ручьёв, водопадов, озёр и т. п..

## Примеры спелеонимов

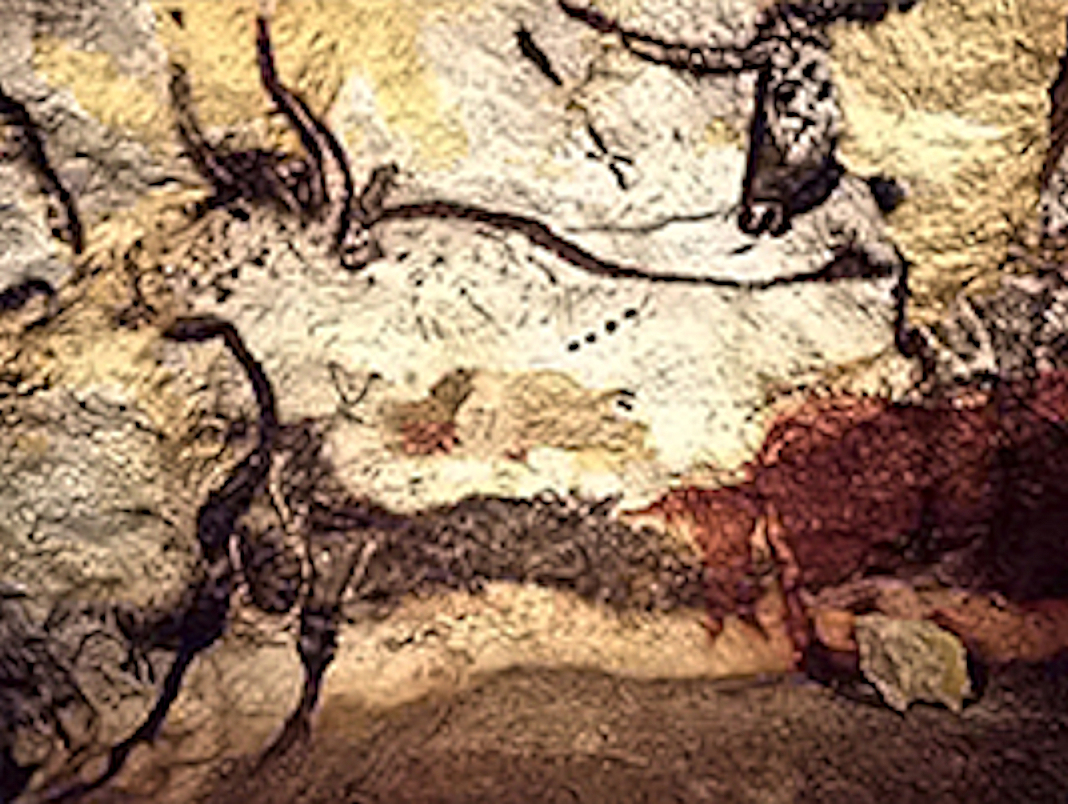
Пещера Ласко (Франция)

«Если Альтамира — столица пещерной живописи, то Ласко её Версаль»
— Анри Брейль
- Пещера Альтамира
- Пещера Ласко
- Пещера Шове с палеолитическими рисунками;
- Пещера Крубера-Воронья — глубочайшая пещера мира, глубина 2199 м;
- Кунгурская ледяная пещера;
- зал Спелеологов в Новоафонской пещере;
- подводная пещера Окс-Бель-Ха;
- озеро Анатолия, зал Абхазия, Геликтитовый Салон (в Иверской горе), пропасть Раймонды, колодец Ветра, река Падирак, грот Гуэй ди Эр, ручей Kyм-Уарнэд (во Франции).

## Списки пещер
Список пещер Алжира
Список пещер Великобритании
Список пещер Индии
Список пещер Казахстана
Список пещер России
Список пещер Сочи
Список пещер Швеции